# Murat Kusmitsch Dschiojew
Murat Kusmitsch Dschiojew (russisch Мурат Кузьмич Джиоев; * 1. Oktober 1955 in Busala bei Dschawa, Südossetisches Autonomes Gebiet, Georgische SSR, Sowjetunion) ist ein südossetischer Politiker und war 2002 bis 2012 und 2016 bis 2017 Außenminister der international nicht anerkannten Republik Südossetien.
Murat Dschiojew studierte bis 1977 an der Juristischen Fakultät des Südossetischen Staatlichen Pädagogischen Instituts. Danach absolvierte er ein Postgraduiertenstudium an der Historischen Fakultät der Moskauer Lomonossow-Universität. 1981 verteidigte er seine Dissertation und erlangte den akademischen Grad eines Kandidaten. Von 1981 bis 1989 arbeitete Dschiojew als Wissenschaftler in Südossetien, wobei er sich v. a. mit Themen der ossetischen Geschichte und Kultur befasste.
1990 unterstützte er den Austritt Südossetiens aus dem georgischen Staatsverband. Bis 1993 war er Abgeordneter des südossetischen Parlaments. Danach arbeitete er in verschiedenen Positionen in der südossetischen Regierung. Von 1999 bis 2001 war er Vorsitzender der südossetischen Wahlkommission. In dieser Zeit fanden das Referendum über die Einführung der russischen Sprache als zweite Amtssprache (neben dem Ossetischen) und die Präsidentschaftswahlen 2001 statt.
Vom neu gewählten Präsidenten Eduard Kokoity wurde Dschiojew 2002 als Außenminister in die Regierung berufen. Im Jahr 2017 folgte auf ihn Dimitrij Medojew.
Derzeit ist er präsidentieller Bevollmächtigter für die Lösung von Post-Konflikt-Fragen und nimmt im Rahmen dieser Funktion an den Genfer Internationalen Diskussionen teil.